# Marsyas viridiaeneus
Marsyas viridiaeneus is een keversoort uit de familie van de loopkevers (Carabidae). De wetenschappelijke naam van de soort is voor het eerst geldig gepubliceerd in 1874 door Maximilien de Chaudoir.